# Ołtarz z Wurzach
Ołtarz z Wurzach (niem. Wurzacher Altar) – przykład gotyckiego malarstwa tablicowego. Najważniejsze z zachowanych dzieł malarstwa Hansa Multschera – artysty działającego w Ulm stolicy Szwabii, jednego z pierwszych przedstawicieli nurtu artystycznego obejmującego sztuki plastyczne XV stulecia – stylu łamanego. Nazwa dzieła wywodzi się od miejscowości Bad Wurzach w Szwabii (Badenia-Wirtembergia, Niemcy). Obecnie znajduje się w zbiorach dawnego malarstwa niemieckiego w Gemäldegalerie w Berlinie.
Autorstwo dzieła potwierdza napisana minuskułą inskrypcja zachowana przy dolnym boku sceny Zaśnięcia Marii. Napisana w języku staroniemieckim inskrypcja brzmi: bitte got für hanssen muoltscheren vo richehove burg ze ulm haut dz werk gemacht do ma zalt MCCCXXXVII (Prośmy Boga o [łaskę dla] Hansa Multschera z Reichenhafen, mieszczanina Ulm, który wykonał dzieło roku 1427). Treść ma charakter modlitewny. O ile znane jest nazwisko, pochodzenie i status społeczny twórcy oraz data wykonania ołtarza, niewiadome jest jak wyglądało pierwotnie to dzieło, ponadto nie jest znany zleceniodawca i docelowe miejsce. Dzieło w obecnym stanie jest zdekompletowane, nie zachowała się tablica środkowa, predella i zwieńczenie.
| Boże Narodzenie         | Pokłon Trzech Króli |
| Zesłanie Ducha Świętego | Zaśnięcie Marii     |

W obecnym stanie dzieło składa się z ośmiu malowanych kwater o identycznym wymiarze 140 x 150 cm. Stanowią one część tryptyku, którego część środkowa nie zachowała się do dziś; w XVIII wieku ołtarz był zdekompletowany. Ołtarz zamknięty prezentował cztery sceny z życia Marii, zaś po otwarciu cztery wątki z Pasji Chrystusa. Prawdopodobnie na tablicy środkowej znajdowało się  Ukrzyżowanie. 
Ołtarz zamknięty prezentuje sceny Boże Narodzenie i Pokłon Trzech Króli oraz Zesłanie Ducha Świętego i Zaśnięcie Marii. Na awersach zaś znajdują się Modlitwa w Ogrojcu, Chrystus przed Piłatem oraz Niesienie krzyża i Zmartwychwstanie. 
| Modlitwa w Ogrojcu | Chrystus przed Piłatem |
| Niesienie Krzyża   | Zmartwychwstanie       |

Lata dwudzieste XV wieku to okres schyłkowy stylu pięknego i nawrót do rzeczywistego postrzegania człowieka i świata w malarstwie niemieckim. Hans Multscher w ołtarzu z Wurzach rezygnuje z uroczystego charakteru scen nadając im ton w pełni rzeczywisty ze wszystkimi tego konsekwencjami. Mistycyzm i idealizacja ustąpiły desakralizacji, szczególnie w scenach radosnych artysta porzucił mistycyzm i uniesienie nadając postaciom pospolite oblicza i powykręcane artretyzmem dłonie. W przypadku postaci oprawców twórca świadomie spotęgował wyraz odpychającej brzydoty. 